# Lorenzo Panepinto
Lorenzo Panepinto (Santo Stefano Quisquina, 4 gennaio 1865 – Santo Stefano Quisquina, 16 maggio 1911) è stato un politico italiano.
Fu il fondatore del Fascio siciliano di Santo Stefano Quisquina (AG), direttore del giornale La Plebe e membro del Comitato della Federazione Regionale Socialista.

## Biografia
Nato a Santo Stefano Quisquina, comune siciliano in provincia di Agrigento, il 4 gennaio 1865 da Federico ed Angela Susinno, Lorenzo Panepinto fu un maestro elementare ed un artista: una sua grande passione, infatti, era la pittura; l'altra era la politica. La cominciò a praticare dal 1889: in tale anno fu eletto consigliere comunale nel gruppo dei democratici mazziniani, mettendo in minoranza il gruppo fino ad allora predominante dei liberal-moderati. Questi ultimi reagirono con veemenza, facendo sciogliere il consiglio comunale ed insediando il regio commissario Roncourt: tuttavia egli, nonostante la condotta partigiana, non riuscì ad impedire una seconda sconfitta dei conservatori nelle elezioni svoltesi nel mese di agosto 1890. Il governo del marchese Antonio di Rudinì commissariò nuovamente il comune e Lorenzo Panepinto si dimise per protesta, dedicandosi solamente all'insegnamento e alla pittura.
Successivamente si sposò e si trasferì a Napoli; al ritorno in Sicilia (1893), notò lo stato di subbuglio causato dal movimento dei Fasci siciliani. Decise pertanto di fondare il Fascio di Santo Stefano Quisquina, sciolto dopo appena pochi mesi dal governo del riberese Francesco Crispi, che represse tutti i Fasci dell'isola. Negli stessi anni aderisce al Partito Socialista Italiano. In seguito fu licenziato dal comune dal posto di maestro elementare per rappresaglia politica: non si scoraggiò, continuò i suoi studi pedagogici e di metologia didattica e pubblicò due volumi nel 1897. All'inizio del XX secolo, alla ripresa degli scioperi agricoli, Panepinto si affiancò ad alcuni dirigenti, come Bernardino Verro di Corleone e Nicola Alongi di Prizzi, insieme ai quali progettò un cambiamento di strategia politica, puntando a dare ai contadini gli strumenti delle cooperative agricole e delle Casse Agrarie, per emarginare i gabelloti dei feudi. Nel 1907 si trasferì in America, ma ritornò nuovamente al suo paese appena un anno dopo. Il 16 maggio 1911 venne assassinato a Santo Stefano Quisquina, proprio davanti all'ingresso di casa sua, con due colpi di fucile al petto..
Nell'ottobre del 1920, i socialisti di Santo Stefano di Quisquina riuscirono a riconquistare il municipio, eleggendo sindaco Giuseppe Cammarata, amico e collaboratore di Panepinto, che continuò le sue battaglie.
La sua fu una figura paradigmatica dei sindacalismo agrario per tutti i comuni dell'area dei monti Sicani..